# Biển Scotia

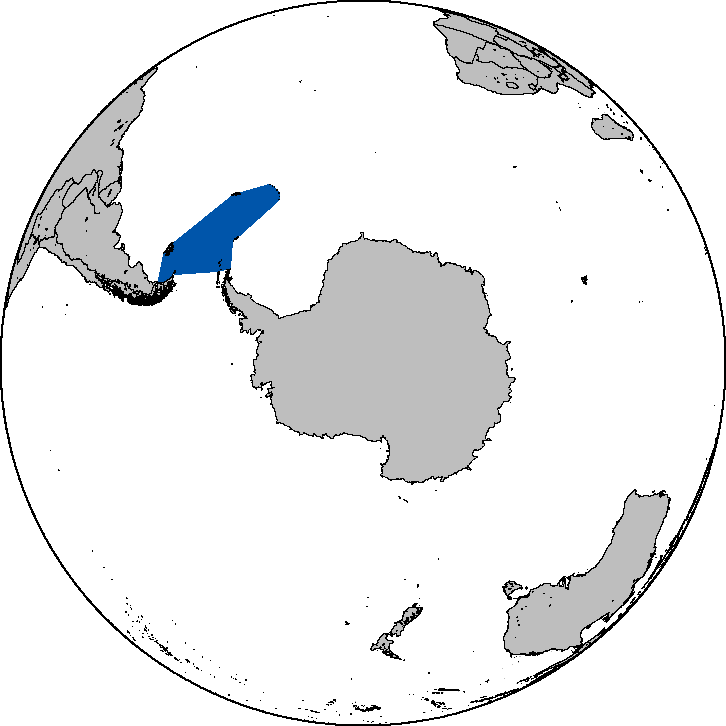
Khu vực biển ở Bán Cầu Nam

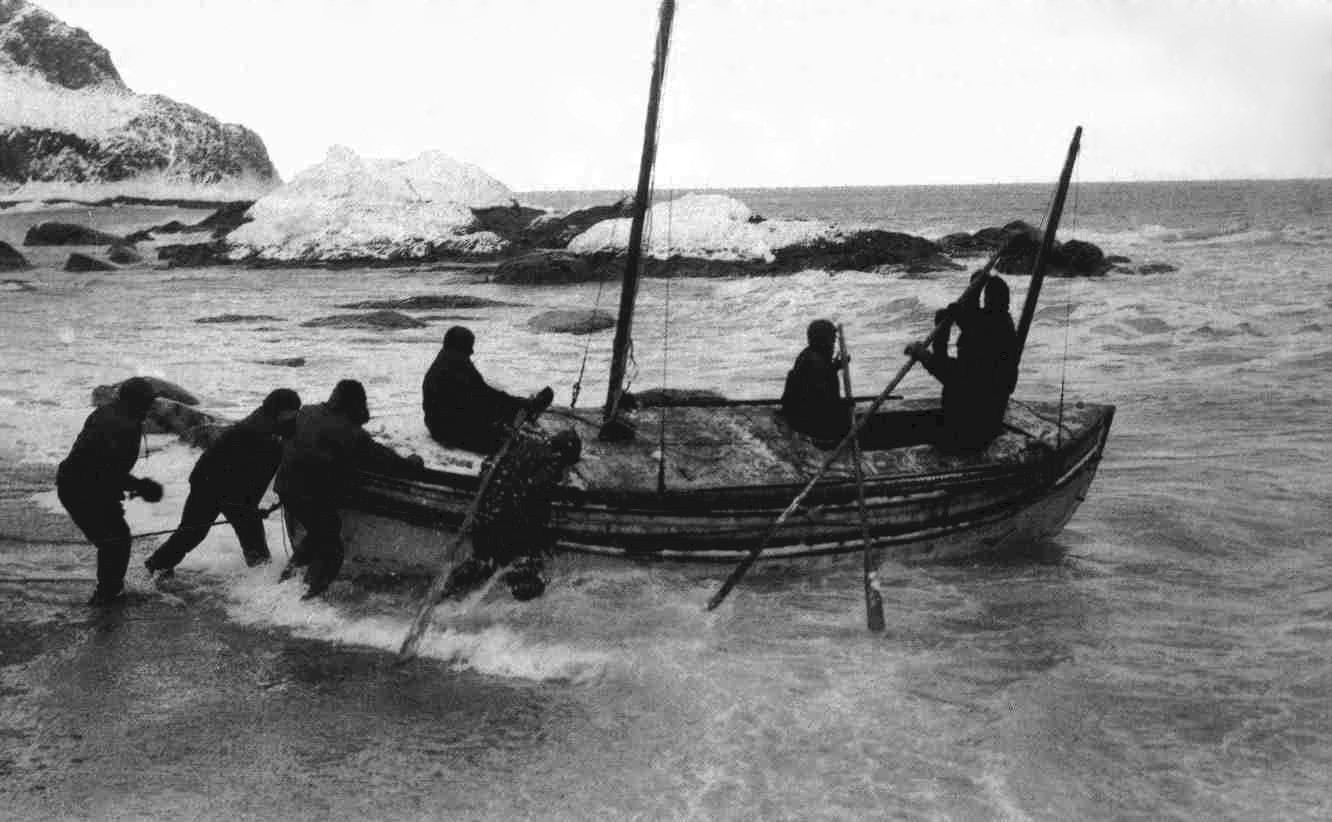
Thuyền James Caird ở bờ biển đảo Voi, 24/04/1916

Biển Scotia (57°30′N 40°00′T / 57,5°N 40°T) có một phần ở Đại Tây Dương và phần lớn ở Nam Đại Dương.

## Khu vực và mô tả
Với khí hậu thường bão và giá lạnh, biển Scotia là vùng nước nằm giữa Tierra del Fuego, Nam Georgia, quần đảo Nam Sandwich, quần đảo Nam Orkney và bán đảo Nam Cực, và có biên giới phía tây với Drake Passage.
Có một số nhóm đảo (đảo ngầm dưới đại dương) nằm trên đỉnh Scotia, là tạo thềm lục địa cho biển Scotia phía đông, bắc và nam. Biển Scotia rộng khoảng 900,000 km². Khoảng 1/2 biển nằm trên thềm lục địa.
Các đảo ở biển đa số là đất đá và bị bao quanh bởi một phần băng tuyết quanh năm.

## Lịch sử
Biển Scotia được đặt tên vào năm 1932 sau khi tàu "Scotia", được sử dụng thám hiểm các vùng biển của Scotland ở Nam Cực vào giai đoạn (1902-1904) dưới sự chỉ huy của William S. Bruce. Tàu đi qua những nơi nổi tiếng nhất trên mặt biển băng giá vào năm 1916 cùng Ernest Shackleton và bốn người khác trong xuồng cứu sinh "James Caird" khi họ rời của đảo Elephant và đến Nam Georgia hai tuần sau đó.
Ở Argentina, biển Scotia được xem là một phần của biển Argentine (tiếng Tây Ban Nha Mar Argentino), và nhiều lãnh thổ được tuyên bố thuộc Argentina như Nam Georgia và quần đảo Falkland nằm trong khu vực này.
Vào ngày 20 tháng 8 năm 2006, một trận động mạnh 7.0 độ Richter xảy ra vào lúc 1:41 sáng giờ địa phương (0314 GMT). Chấn tâm là 61.011°S, 34.375°W ở độ sâu 10 km với số liệu đo được bởi USGS.

## Hệ động thực vật
Mặc dù các điều kiện khắc nghiệt, quần đảo là nơi phát triển của thảm thực vật và đã được mô tả là lãnh nguyên biển đảo Scotia   (vùng sinh thái), bao gồm Nam Georgia, núi lửa quần đảo Nam Sandwich và Nam Orkney ở biển Scotia cũng như quần đảo Nam Shetland xa xôi gần bán đảo Nam Cực và các núi lửa nhỏ bị cô lập trên đảo Bouvet. Tất cả các quần đảo này nằm ở vùng biển lạnh dưới hội tụ Nam Cực. Thảm thực vật vùng lãnh nguyên bao gồm rêu, địa y và tảo, trong khi các loài động vật bao gồm chim biển, chim cánh cụt, hải cẩu và chuỗi thức ăn ở vùng nước ven bờ.
Chim biển bao gồm bốn loài chim hải âu lớn: Hải âu trán đen (Diomedea melanophris), Hải âu đầu xám (Thalassarche chrysostoma), Hải âu Light-mantled (Phoebetria palpebrata), và Hải Âu Lang thang (Diomedea exulans). Chỉ có năm loài chim đất trên đảo, và bao gồm hai loài bản địa: vịt nước vàng (Anas Georgica) và chim sơ ca Nam Georgia (Anthus antarcticus).
Chim cánh cụt cũng tìm thấy ở đây với số lượng lớn chim cánh cụt hoàng đế, chim cánh cụt Chinstrap, chim cánh cụt Macaroni, chim cánh cụt Gentoo, chim cánh cụt Adelie, chim cánh cụt Rockhopper (Eudyptes chrysocome).
Các loài hải cẩu bao gồm: hải cẩu Antarctic Fur (Arctocephalus gazella), hải cẩu Sub-Antarctic Fur (Arctocephalus tropicalis) với số lượng lớn, ngoài ra còn có hải cẩu Báo (Hydrurga leptonyx), hải cẩu Weddell (Leptonychotes weddellii), hải cẩu Voi phía Nam (Mirounga leonina)' và hải cẩu Crabeater (Lobodon carcinophagus).

## Các hiểm họa & công tác bảo tồn
Mặc dù các đảo có khí hậu khắc nghiệt và chưa bao giờ có con người định cư, tuy nhiên khu vực săn bắt cá & hải cẩu đã được xây dựng ở đây. Động vật hoang dã trên những hòn đảo hẻo lánh bị đe dọa bởi các loài nhập cư, đặc biệt từ miền Nam Georgia, nơi mà ngay cả động vật lớn bao gồm tuần lộc cũng được mang tới.
Hiểm họa xa hơn cho hệ sinh thái là việc đánh bắt cá tràn lan. Ở Nam Georgia, phía Nam quần đảo Sandwich và đảo Bouvet được bảo tồn như một tài nguyên thiên nhiên, cùng với đảo Bird, Nam Georgia trở thành nơi nghiên cứu khoa học lý tưởng. Hải cẩu biển được bảo vệ bởi các giao ước quốc tế và số lượng hải cẩu dần được hồi sinh.

## Đỉnh núi Nam Scotia
Đỉnh núi Nam Scotia (60°0′N 46°30′T / 60°N 46,5°T) là đỉnh núi ngầm dưới biển có tên liên quan đền biển Scotia. Tên đã được phê duyệt 6/87 (ACUF 255).